# Economía de Burkina Faso
La economía de Burkina Faso se basa principalmente en el cultivo de sustancias y la cría de ganado. Burkina Faso tiene un ingreso medio de paridad del poder adquisitivo per cápita de $ 1900 y nominal per cápita de $ 790 en 2014. Más del 80% de la población depende de la agricultura de subsistencia, y solo una pequeña fracción participa directamente en la industria y los servicios. Precipitaciones muy variables, pobres suelos, la falta de comunicaciones adecuadas y de otras infraestructuras, una baja tasa de alfabetización y una economía estancada son problemas de larga tiempo de este país sin salida al mar. La economía de exportación también está sujeta a las fluctuaciones de los precios mundiales.

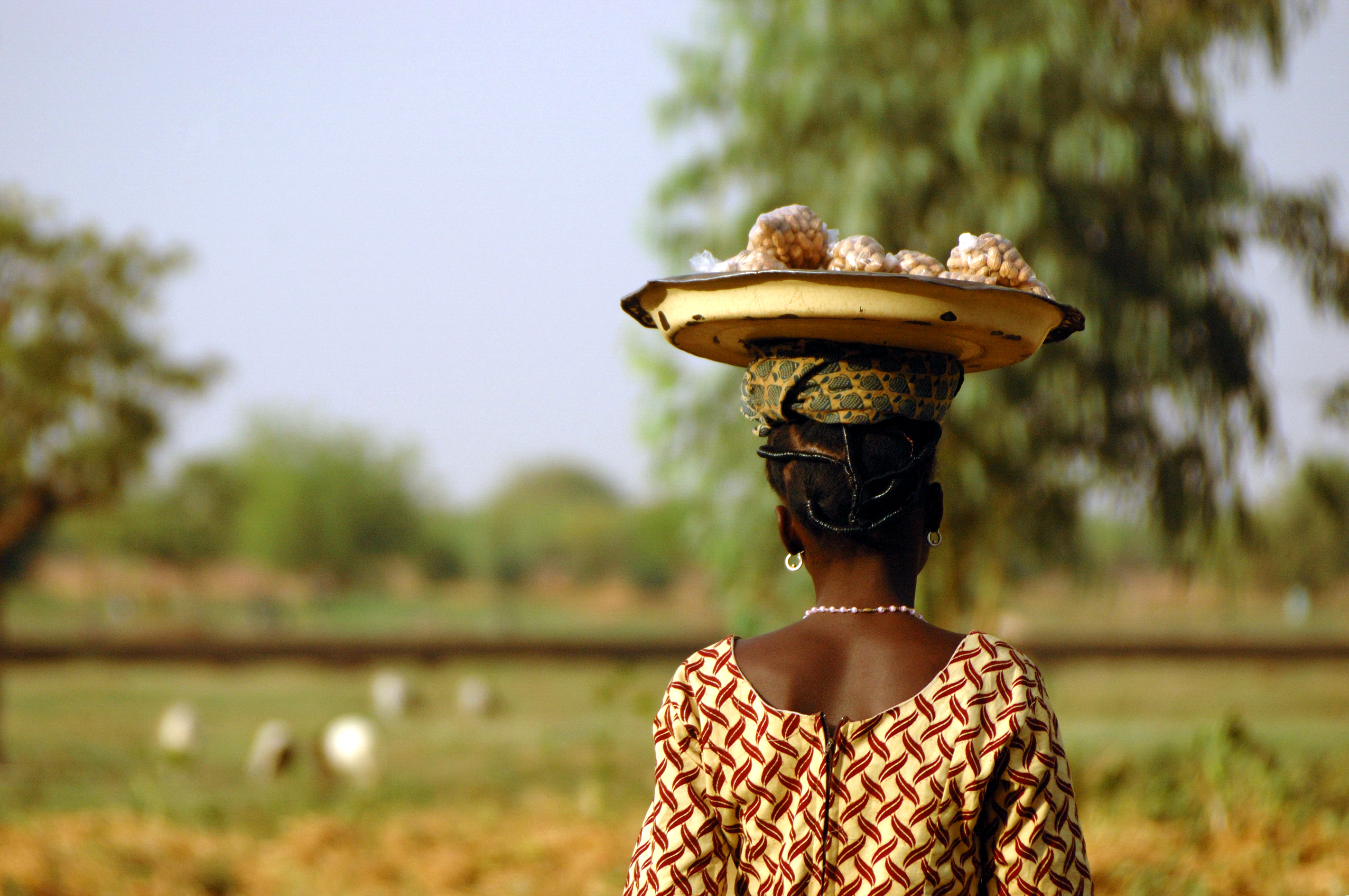
Un vendedor de maní en Uagadugú.

El país tiene una alta densidad de población, pocos recursos naturales y un frágil suelo. La industria sigue dominada por las corporaciones controladas por el gobierno que no son rentables. Después de la devaluación del franco africano en enero de 1994, el gobierno actualizó su programa de desarrollo en conjunto con los organismos internacionales y las exportaciones y el crecimiento económico han aumentado. Mantener el progreso de su macroeconómica depende de la baja inflación, la reducción del déficit comercial y las reformas destinadas a fomentar la inversión privada.
El sistema financiero de Burkina Faso representa el 30% del PIB del país y está dominado por el sector bancario, que representa el 90% de los activos totales del sistema financiero. Once bancos y cinco instituciones financieras no bancarias operan en el país.
El sector bancario está muy concentrado, con los tres bancos más grandes de la celebración de casi el 60% del total de activos del sector financiero. Los bancos suelen ser adecuadamente capitalizados, pero siguen siendo vulnerables debido a su exposición excesiva al sector del algodón, cuyos precios están sujetos a oscilaciones significativas.
A partir de 2007, el Banco Mundial estima que el 26% de la población de Burkina Faso tiene acceso a los servicios financieros. El Banco Central de los Estados del África Occidental (BCEAO) informa que alrededor de 41 instituciones de microfinanzas (IMF) operan en el país, sirviendo a un total de 800.000 clientes. Burkina Faso es miembro de la Bolsa Regional des Valeurs mobilières regionales (BRVM) ubicadas en Abiyán, Costa de Marfil. A partir de 2009, la capitalización bursátil de la bolsa de valores regional alcanzó casi el 10% del PIB de Burkina Faso.
Burkina Faso fue clasificado como el destino de inversión más seguro número 111 en el mundo en el 2011 Euromoney ranking Riesgo País de marzo.